# Izabella Koziebrodzka
Izabella Ida Koziebrodzka z domu Ścibor-Rylska (ur. 13 marca 1880 w Uhrynowie, zm. 3 października 1963 w Krakowie) – rzeźbiarka, jedna z pierwszych kobiet studiujących w krakowskiej Akademii Sztuk Pięknych. 

## Rodzina
Urodziła się w Uhrynowie jako trzecie dziecko Izabelli Ścibor-Rylskiej i Władysława Ścibor-Rylskiego. Władysław nie żył w momencie jej narodzin. Przez rodzinę zwana była Idą. Miała siostrę Marię i brata Eustachego. Siostra Róża zmarła jako małe dziecko. 

## Edukacja
Ida chodziła do Szkoły Domowej Pracy Kobiet w Zakopanem, założonej przez generałową Jadwigę z Działyńskich Zamoyską. Potem do tej samej szkoły chodziła Magdalena Samozwaniec. 
Początkowo próbowała malować. Pierwszych lekcji udzielił jej w Zakopanem Stanisław Witkiewicz, który wspierał Izabellę (zwaną przez niego Idalką) w jej dążeniach artystycznych; napisał o tym w listach do syna – Witkacego.
Wyjechała kolejno do Monachium, Paryża i Wiednia, dla rozwijania umiejętności. Po powrocie z Paryża zastała matkę pozującą do portretu rzeźbiarce Helenie Gnoińskiej (potem Zaborowskiej), uczennicy Wacława Szymanowskiego. Wtedy zapragnęła poświęcić się rzeźbie. Po powrocie z zagranicy przez krótki czas uczyła się na Wyższych Kursach dla Kobiet Adriana Baranieckiego. Przyjechała w II semestrze w roku akademickim 1919/1920. Zapisała się do pracowni Konstantego Laszczki. W pracowni były już inne kobiety: Zofia Baltarowicz, Natalia Milan, Olga Niewska, Roma Szereszewska, Janina Reichert.
Według Materiały do dziejów Akademii Sztuk Pięknych w Krakowie 1816–1895 studiowała trzy semestry, ona sama podaje, że tylko jeden.

## Życiorys
W Zakopanem mieszkała wraz z rodziną w domu „Chata”. 7 marca 1905 poślubiła we Lwowie o 15 lat starszego Ludwika Koziebrodzkiego, jednak ich małżeństwo trwało tylko kilka miesięcy. W czasie pobytu w Monachium, po rozstaniu z mężem, kupiła majątek w Cielążu, który wyremontowała, a następnie straciła w czasie I wojny światowej. 
W 1919 jej portret wykonał Witkacy. Portret jest w posiadaniu Eustachego Rylskiego (Ida była siostrą dziadka pisarza).
W 1922 kupiła kamienicę przy Studenckiej 6. W podwórku zbudowała pracownię dla swojej czterometrowej rzeźby, wyrzeźbionej u Konstantego Laszczki. Nie była jednak zadowolona z rezultatu, dlatego sprzedała kamienicę wraz z pracownią (potem pracownia była wynajmowana przez Xawerego Dunikowskiego). Chciała zbudować nowy dom, specjalnie zaprojektowany pod rzeźbę w Warszawie na ulicy Frascati 8. Budowa trwała wiele lat. Ukończyła ją w 1939. Rzeźba miała w domu swoje specjalne miejsce. W 1942 jeden z Niemców na jej oczach rozbił czterometrową rzeźbę. Po wojnie nie zostało jej nic. Do końca życia mieszkała u krewnych, przenosząc się z miejsca na miejsce. Tuż przed śmiercią, ciężko chorą Idą postanowił się zaopiekować jej siostrzeniec, syn jej siostry Marii i Władysława Swieżawskiego, Eustachy Swieżawski. Zmarła 3 października 1963 w Krakowie. Została pochowana na cmentarzu Rakowickim.
W Bibliotece Ossolineum we Wrocławiu jest napisany przez nią Pamiętnik z lat 1884-1952, w którym opisała swoje losy.

## Prace w zbiorach
- Muzeum Rzeźby im. Xawerego Dunikowskiego, Zbiory Rzeźby Współczesnej, Oddział Muzeum Narodowego w Warszawie (Amorek, brąz, 83 x 55 x 36 cm, płaskorzeźba, syg. 195204 MNW, Kobieta z kwiatem – projekt kariatydy, terakota, drewno, 45 x 20 x 5 cm, syg. 195206 MNW, Głowa mężczyzny, brąz, 33 x 24 x 17 cm, syg. 195205 MNW)